# Barbara Stypuła
Barbara Teresa Stypuła (z d. Ślusarczyk, ur. 1945) – polska metalurg, doktor habilitowany technicznych.

## Życiorys
Maturę złożyła w 1963 w LO im. Stefana Czarnieckiego w Nisku. W 1968 r. ukończyła studia chemiczne na Uniwersytecie Jagiellońskim, w 1974 r. obroniła pracę doktorską, w 1995 r. habilitowała się na podstawie pracy zatytułowanej Pasywacja chromu w wodnych i bezwodnych roztworach kwasu siarkowego. Pracowała w Akademii Górniczo-Hutniczej im. Stanisława Staszica w Krakowie.
Pochodzi z Zarzecza koło Niska.